# Charles Douglas (3e duc de Queensberry)
Charles Douglas, 3e duc de Queensberry, 2e duc de Douvres, (1698– 22 octobre 1778) est un noble écossais, vaste propriétaire terrien, conseiller privé et Vice-Amiral de l’Écosse.

## Biographie
Il est le plus jeune fils de James Douglas (2e duc de Queensberry), 1er duc de Douvres, et Mary Boyle, fille de Charles Boyle (3e vicomte Dungarvan), le 17 juin 1706 alors qu'il est encore enfant, il est créé à son droit Lord Douglas de Lockerbie, Dalveen et Thornhill, vicomte de Tiberris et comte de Solway, des titres qui se sont tous éteints à sa mort. En 1711, il succède à son père comme duc de Queensberry, son frère aîné, James Douglas est déclaré fou et exclu de la succession du duché, mais il lui laisse le titre de marquis du même nom. Après la mort de son frère en 1715, il lui succède comme 4e marquis de Queensberry.
Le 10 mars 1720, il épouse Catherine Hyde (en), une fille de Henry Hyde (4e comte de Clarendon), mais ils n'ont pas d'enfants survivants.
En 1728 Queensberry soutient la cause de John Gay lorsqu'une licence pour son opéra Polly est refusée. Il se querelle avec George II et démissionne de ses fonctions la même année. Il est l'un des fondateurs du Foundling Hospital, créé en 1739. De 1756 à 1778, il est capitaine de la Royal Company of Archers. Il est nommé Gardien du Grand Sceau de l’Écosse en 1761 et est Lord Justice Général de 1763 jusqu'à sa mort en 1778.